# 江暉路駅
江暉路駅（こうきろえき）は、中華人民共和国浙江省杭州市浜江区浜康路と江暉路の交差点に位置する杭州地下鉄5号線の駅である。将来的には18号線との乗換駅になる予定である。

## 歴史
- 2020年4月23日：5号線の駅として開業[2][3]。
- 2023年12月27日：E2～E4出入口および地下街が共用開始[4]。

## 駅構造
島式ホーム1面2線を有する地下駅。浜康路駅側に引き上げ線が2線ある。以前は平日のラッシュ時に、一部の区間列車が蒋村駅～当駅間で運転され、これらの引き上げ線を利用して折り返していました。しかし、2025年5月15日のダイヤ改正以降、区間列車は育才北路駅 / 人民広場駅まで延伸運転されることになり、これらの引き上げ線は通常運用では使用されなくなりました。

### のりば
| 路線    | 方向 | 行先                 |
| ------- | ---- | -------------------- |
| ■ 5号線 | 下り | 城站・南湖東方面     |
| ■ 5号線 | 上り | 火車南站・姑娘橋方面 |

（出典：杭港地下鉄:内部空间示意图）

## 駅周辺
- 紅邦ホテル
- 盛大科技園
- 美苑創意ビル
- 万福中心
- ファーウェイ杭州研究所
- 浜康小区
- 浜康二苑
- 萌宝ビル
- 創偉科技園
- 竜威ビル
- 興業嘉園
- 春風園區 - E4出入口直結

## 隣の駅
杭州地下鉄
■ 5号線
聚才路駅 - 江暉路駅 - 浜康路駅
■ 18号線（建設中）
白馬湖駅(仮) - 江暉路駅 - 江漢路駅